# الانتخابات الرئاسية الكينية 2007
الانتخابات الرئاسية الكينية 2007 حدثت في أجواء شابتها تناقضات من نواحٍ عديدة؛ حيث كانت سلمية إلى غاية إعلان النتائج التي أدت لفوز المرشح كيباكي وهو الأمر الذي أدى لتحول مأساوي تمثل في عنف رهيب ومستويات غير مسبوقة من إراقة الدماء. ولأزيد من شهر تقريبا سادت فوضى عارمة كل البلد، وتمخض عنها دمار أقل ما يقال عنه إنه كان مروعا أسفر عن موت أكثر من ألف وثلاثمائة شخص وتشريد أكثر من ستمائة ألف إضافة لدمار واسع للممتلكات.
أسفرت هذه الأزمة عن تشكيل لجنة تضمن شخصيات إفريقية بارزة مثل الأمين العام السابق للأمم المتحدة كوفي عنان رئيسا، والرئيس التانزاني السابق بنيامين مكابا والسيدة الأولى السابقة لجنوب أفريقيا كراكا ماشيل. وقد ساعد هذا الفريق في إعادة بعض التوازن للبلد، وذلك من خلال إعادة صياغة دستور جديد مما أدي لإعادة هيكلة طريقة الحكم في البلد من خلال عملية انتقال وإعادة توزيع للسلطة كأبرز إنجاز في العملية. وكما يبدو، فقد كان الدستور الجديد متقدما للغاية بما نص عليه من حقوق كما تضمن من بين أمور أخرى إعادة هيكلة جهاز القضاء ومهام البرلمان والجهاز التنفيذي للحكومة بصفة متساوية بين الأطراف.